# アルバート・ハーター
アルバート・ハーター（Albert Hurter、1883年5月11日 - 1941年3月28日）は、スイス生まれのアメリカ合衆国のアニメーター。

## 経歴
スイスのチューリッヒで生まれた。1931年にウォルト・ディズニー・カンパニーへ参加。『白雪姫』のキャラクターデザインをしたことで有名である。1941年、カリフォルニア州ロサンゼルスで死去。

## 製作に関わった作品
- 1931年：醜いアヒルの子
- 1931年：エジプトの夢(Egyptian Melodies)
- 1931年：猫の悪夢(The Cat's Nightmare)
- 1932年：ただの犬(Just Dogs)
- 1934年：かしこいメンドリ
- 1935年：ウォーターベイビー(Water Babies)
- 1935年：クッキーのカーニバル
- 1937年：白雪姫
- 1940年：ピノキオ